# Черрі-Гроув (Огайо)
Черрі-Гроув (англ. Cherry Grove) — переписна місцевість (CDP) в США, в окрузі Гамільтон штату Огайо. Населення — 4419 осіб (2020).

## Географія
Черрі-Гроув розташоване за координатами 39°4′49″ пн. ш. 84°19′19″ зх. д. / 39.08028° пн. ш. 84.32194° зх. д. (39.080228, -84.321968).  За даними Бюро перепису населення США в 2010 році переписна місцевість мала площу 2,93 км², уся площа — суходіл.

## Демографія
Згідно з переписом 2010 року, у переписній місцевості мешкало 4378 осіб у 1512 домогосподарствах у складі 1251 родини. Густота населення становила 1493 особи/км².  Було 1549 помешкань (528/км²).
Расовий склад населення:
| - 94,9 % — білих - 2,0 % — азіатів - 1,2 % — чорних або афроамериканців - 0,2 % — корінних американців |

До двох чи більше рас належало 1,4 %. Частка іспаномовних становила 1,9 % від усіх жителів.
За віковим діапазоном населення розподілялося таким чином: 29,1 % — особи молодші 18 років, 57,3 % — особи у віці 18—64 років, 13,6 % — особи у віці 65 років та старші. Медіана віку мешканця становила 38,8 року. На 100 осіб жіночої статі у переписній місцевості припадало 91,8 чоловіків;  на 100 жінок у віці від 18 років та старших — 90,7 чоловіків також старших 18 років.
Середній дохід на одне домашнє господарство  становив 96 126 доларів США (медіана — 82 411), а середній дохід на одну сім'ю — 102 095 доларів (медіана — 90 673). За межею бідності перебувало 6,8 % осіб, у тому числі 5,7 % дітей у віці до 18 років та 6,5 % осіб у віці 65 років та старших.
Цивільне працевлаштоване населення становило 2278 осіб. Основні галузі зайнятості: освіта, охорона здоров'я та соціальна допомога — 26,9 %, науковці, спеціалісти, менеджери — 18,6 %, фінанси, страхування та нерухомість — 12,6 %, роздрібна торгівля — 7,4 %.